# Hutchinson Encyclopedia
La Hutchinson Encyclopedia est une encyclopédie généraliste de langue anglaise. Il s'agit d'un volume unique conçu pour une utilisation à la maison, dans les bibliothèques et les écoles. Il tente d'être lisible en réduisant l'utilisation du langage technique. Un petit sous-ensemble de l'Encyclopédie est disponible gratuitement mais un accès complet nécessite un abonnement.

## Historique des éditions
- Première édition 1948[1] (connue sous le nom de Hutchinson's Twentieth Century Encyclopedia, Londres, Hutchinson (OCLC 635239916)
- Deuxième édition 1951
- Troisième édition 1956
- Quatrième édition (connue sous le nom de Hutchinson's new 20th Century Encyclopedia ) 1964
- Cinquième édition 1970
- Sixième édition (connue sous le nom de The New Hutchinson 20th Century Encyclopedia ) 1977
- Septième édition 1981
- Huitième édition (connue sous le nom de The Hutchinson Encyclopedia ) 1988 - avec 25 000 articles et 2 350 illustrations.
- Neuvième édition 1990
- Dixième édition 1994
- Onzième édition 1997

Il y a également eu des éditions en 1998, 2000, 2001, 2002 et 2005. 
Il existe plusieurs autres éditions sur des sujets spécifiques.